# Manípulo (formación)

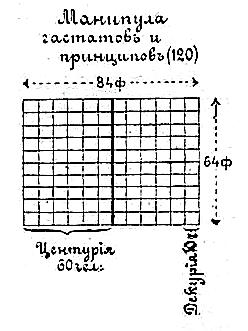
Imagen de los manípulos

El manípulo  fue una unidad de la legión romana, ideada durante las guerras samnitas en el siglo IV a. C. Cada manípulo estuvo compuesto por dos centurias de ochenta hombres cada una; tras la reforma a finales del siglo II a. C. del cónsul Cayo Mario que profesionalizó el ejército, fue sustituida por la cohorte como unidad básica de la legión. Cada cohorte estaba formada por tres manípulos. Diez cohortes formaban una legión. El manípulo romano venía a equipararse a la compañìa de infantería actual.